# Alma (film)
Alma je český televizní film režisérky Olgy Dabrowské z roku 2011. Vypráví o studentce klavíru Marii, která přijde o zrak a je nucena si pořídit slepeckého psa, štěně Almu. Přes Almu se seznamuje se zkrachovalým podnikatelem Fandou, který se vrátil z města na vesnici ke svému otci.

## Obsazení
| Tereza Nvotová     | Marie                         |
| Pavel Řezníček     | Fanda                         |
| Alois Švehlík      | Nečas                         |
| Dita Kaplanová     | matka Marie                   |
| Petr Halberstadt   | Petr                          |
| Radim Fiala        | Roman                         |
| Libuše Balounová   | babička Marie                 |
| Lucie Benešová     | servírka Marcela              |
| Jan Mazák          | otec Marie                    |
| Nela Boudová       | Věra, manželka Fandy          |
| Tereza Šefrnová    | Klára                         |
| Lenka Vopelková    | dcera Fandy                   |
| Veronika Adamcová  | spolužačka Marie              |
| Zdeněk Dvořák      | Slávek, cvičitel vodících psů |
| Karel Heřman       | Bohouš                        |
| Karel Janský       | oční lékař                    |
| Soňa Klementová    | zdravotní sestra              |
| Eva Jelínková      | sousedka Krupková             |
| Zdena Herfortová   | učitelka hudby Bártová        |
| Jiří Vyorálek      | David, kamarád Marie          |
| Pavel Zatloukal    | profesor                      |
| Světlana Slováková | Hanka, dcera chovatelky Zdeny |
| Irena Konvalinová  | chovatelka Zdena              |
| Marek Svoboda      | Honza, spolužák Marie         |
| Jiří Kniha         | policista                     |
| Kateřina Mančalová | policistka                    |
| Ladislav Kolář     | léčitel                       |
| Jiřina Týřlová     | profesorka                    |
| Jan Zrzavý         | zpěvák                        |
| Miloslav Maršálek  | majitel benzínové pumpy       |

## Výroba
Film byl natáčen např. v Újezdu u Černé Hory. V roli slepeckého psa se střídaly dvě fenky.